# The Woman on the Beach
 The Woman on the Beach és una pel·lícula estatunidenca dirigida per Jean Renoir, estrenada el 1947. L'argument és tret de la novel·la None Too Blind de Mitchell Wilson. De la novel·la Renoir diu:
«Era menys senzilla del que havia imaginat. L'argument parla de la solitud. És una de les grans preocupacions de la nostra època. […] Aquell argument era el contrari del que fins aleshores havia cercat en el cinema. En totes les meves pel·lícules precedents m'havia esforçat per fer perceptibles els llaços que uneixen l'individu al seu entorn».

## Argument
Scott Burnett és una oficial de la Guàrdia Costiera. Pateix malsons recurrents que concerneixen la traumàtica experiència viscuda en la guerra amb prou feines acabada: un vaixell avança en una mar agitada, explota una mina, el vaixell és colpejat i s'enfonsa. Es veu ell mateix enfonsar-se i caminar sobre esquelets en fons al mar, mentre una dona rossa vestida de blanc el troba. Assola un incendi i ell es desperta amarat d'angoixa.

## Producció
Darrera pel·lícula americà de Renoir per la casa cinematogràfica RKO.
El director va lamentar les pesades intromissions dels productors que el van obligar a tallar moltes escenes, a tornar a rodar-ne  d'altres, a muntar-ho dues vegades.

## Crítica
André Bazin:
«És una pel·lícula estranya, obstinada, sincer, subterrània, però fosca. Renoir diu que ha volgut representar l'atractiu sexual pura, però entre qui i qui? La sensualitat certament és present però es trasllada de l'un a l'altre com una bola de foc fosca. No se sap on ets».
François Truffaut:
«Això que m'agrada en The woman on the beach és que es veuen alhora dues pel·lícules. El diàleg no parla mai d'amor, els personatges intercanvien parlars educats. L'essencial no és per tant en les acudits que es diuen sinó en l'intercanvi que expressa coses tèrboles, secretes i en canvi molt puntuals.»

## Repartiment
- Joan Bennett: Peggy
- Robert Ryan: Scott
- Charles Bickford: Tod
- Nan Leslie: Eve
- Walter Sande: Otto Wernecke
- Irene Ryan: Madame Wernecke
- Glen Vernon: Kirk
- Frank Darien: Lars
- Jay Norris: Jimmy